# Rão (biến dạng)

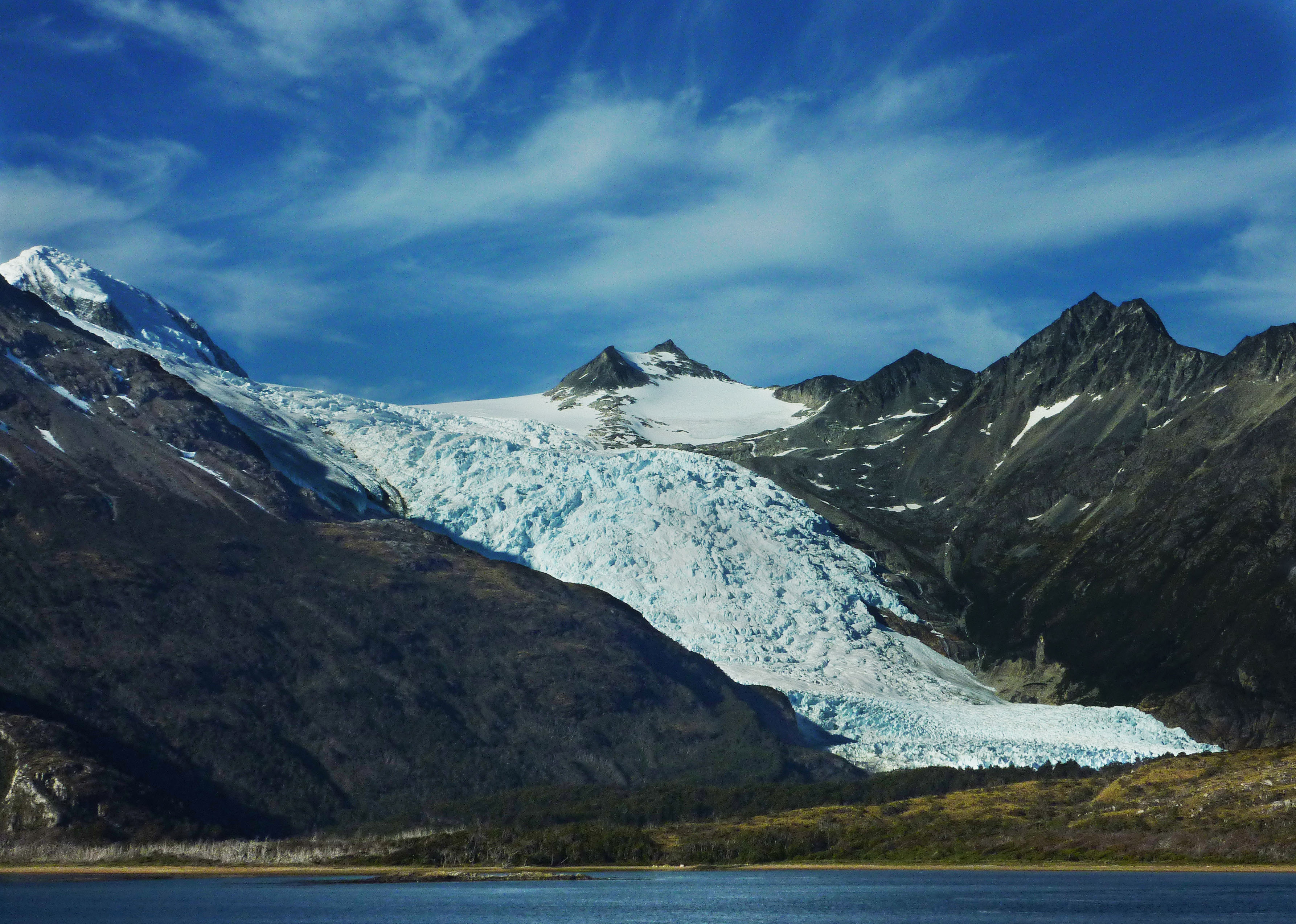
Chuyển động của băng trong sông băng là một ví dụ về hiện tượng rão trong chất rắn.

Rão hay còn gọi từ biến (tiếng Anh: creep, cold flow), trong ngành khoa học vật liệu, là xu hướng của vật liệu rắn di chuyển chậm hoặc biến dạng vĩnh viễn dưới tác động của ứng suất cơ học kéo dài. Hiện tượng rão xảy ra do vật liệu chịu áp lực bởi tải trọng lớn nhưng vẫn dưới giới hạn chảy của vật liệu. Hiện tượng rão sẽ càng nguy hiểm hơn khi vật liệu chịu nhiệt trong thời gian dài và thường tăng lên khi gần điểm nóng chảy của chúng.
Tốc độ biến dạng của vật liệu phụ thuộc vào các tính chất của vật liệu đó, thời gian tiếp xúc ánh sáng, nhiệt độ, và tải trọng tác động lên nó. Tùy thuộc vào độ lớn của ứng suất và thời gian tác động, quá trình biến dạng rão có thể trở nên lớn đến mức bộ phận của máy móc sẽ không còn hoạt động như bình thường – ví dụ như cánh quạt tuabin khi bị rão có thể gây va chạm với vỏ tuabin, gây hư hỏng cánh quạt. Biến dạng rão thường là mối quan tâm của các kỹ sư và nhà luyện kim khi đánh giá các bộ phận cơ khí hoạt động dưới ứng suất–nhiệt độ cao. Rão là một cơ chế biến dạng có thể góp phần vào kiểu sự cố (failure mode) hoặc không gây ảnh hưởng. Ví dụ, độ rão trung bình của bê tông đôi khi cần thiết vì nó làm giảm ứng suất kéo có thể dẫn đến nứt bê tông.
Không giống như hiện tượng gãy giòn, biến dạng rão không xảy ra đột ngột khi chịu tác động của ứng suất. Thay vào đó, độ biến dạng là kết quả của ứng suất lực tác động trong thời gian dài. Do đó, biến dạng rão là một biến dạng "phụ thuộc vào thời gian". Nó hoạt động theo nguyên tắc của định luật Hooke (ứng suất tỉ lệ thuận với độ biến dạng).